# Поварёнки
Поварёнки (Поваренки) — деревня в Завьяловском районе Удмуртской Республики Российской Федерации.

## География
Находится на берегу реки Кама, возле региональной трассы 94К-11 Сарапул-Воткинск, в 35 км к востоку от центра Ижевска и в 25 км к востоку от Завьялово.

### Ближайшие населенные пункты
По прямой в радиусе пяти километров населённые пункты:
- д. Сидоровы Горы (→ 1.8 км)
- д. Северо-Мерзляки (↖ 3 км)
- д. Докша (↙ 3.1 км)
- поч. Сиверинский (↖ ≈3.6 км)
- д. Бачино (↑ 4 км)
- с. Паздеры (↗ 4.6 км)

## История
Первое упоминание встречается в переписи 1710-11 годов «В починке Горском Поверёнки». В то время там был один двор «Во дворе…сын Поверницын…»
В 1859 году в деревне Поварёнки насчитывалось 52 двора, проживало: 193 женщины и 171 мужчина..
Материалы по статистике Вятской губернии. Т. 7. Сарапульский уезд. Ч. 2. Подворная опись. — Вятка, 1892, прил., с. 28:
Деревня Поваренки расположена при рѣчкѣ Керженкѣ, въ 40 верстахъ отъ уѣзднаго города, въ 8 верстахъ отъ волостнаго правленія и въ 4 верстахъ отъ училища и церкви. Жители — русскіе, б. удѣльные крестьяне, православные. Первые переселенцы пріѣхали сюда изъ деревни Поваренокъ Осинскаго уѣзда Пермской губерніи (времени не помнятъ). Земля раздѣлена по ревизскимъ душамъ. Въ деревнѣ есть одна вѣялка
.

### Административно-территориальная принадлежность
До 25 июня 2021 года входила в состав Гольянского сельского поселения, упразднённое в связи с преобразованием муниципального района в муниципальный округ.

## Население
| 2010 | 2012 |
| ---- | ---- |
| 47   | ↗49  |

### Историческая численность населения
По данным 1928 года в Поварёнках проживало 340 человек..

### Национальный и гендерный состав
Согласно результатам переписи 2002 года, в национальной структуре населения русские составляли 98 % из 54 чел., из них 24 мужчины, 98 женщин.

## Инфраструктура
Личное подсобное хозяйство.
Удмуртский ботанический сад.

## Транспорт
Деревня доступна автотранспортом. Остановка общественного транспорта «Поварёнки».